# Lačen
Lačen je priimek več znanih Slovencev:

## Znani nosilci priimka
- Franc Lačen (1945—2014), zborovodja, novinar, glasbeni pedagog
- Grega Lačen (1976—2020), alpinist (Črna na Koroškem)
- Irena Lačen Benedičič, muzealka, direktorica Gornjesavskega muzeja Jesenice
- Marijan Lačen (*1947), defektolog (CUDV Črna na Koroškem) in športnik
- Nataša Lačen (*1971), smučarska tekačica